# Aartsbisdom Douala

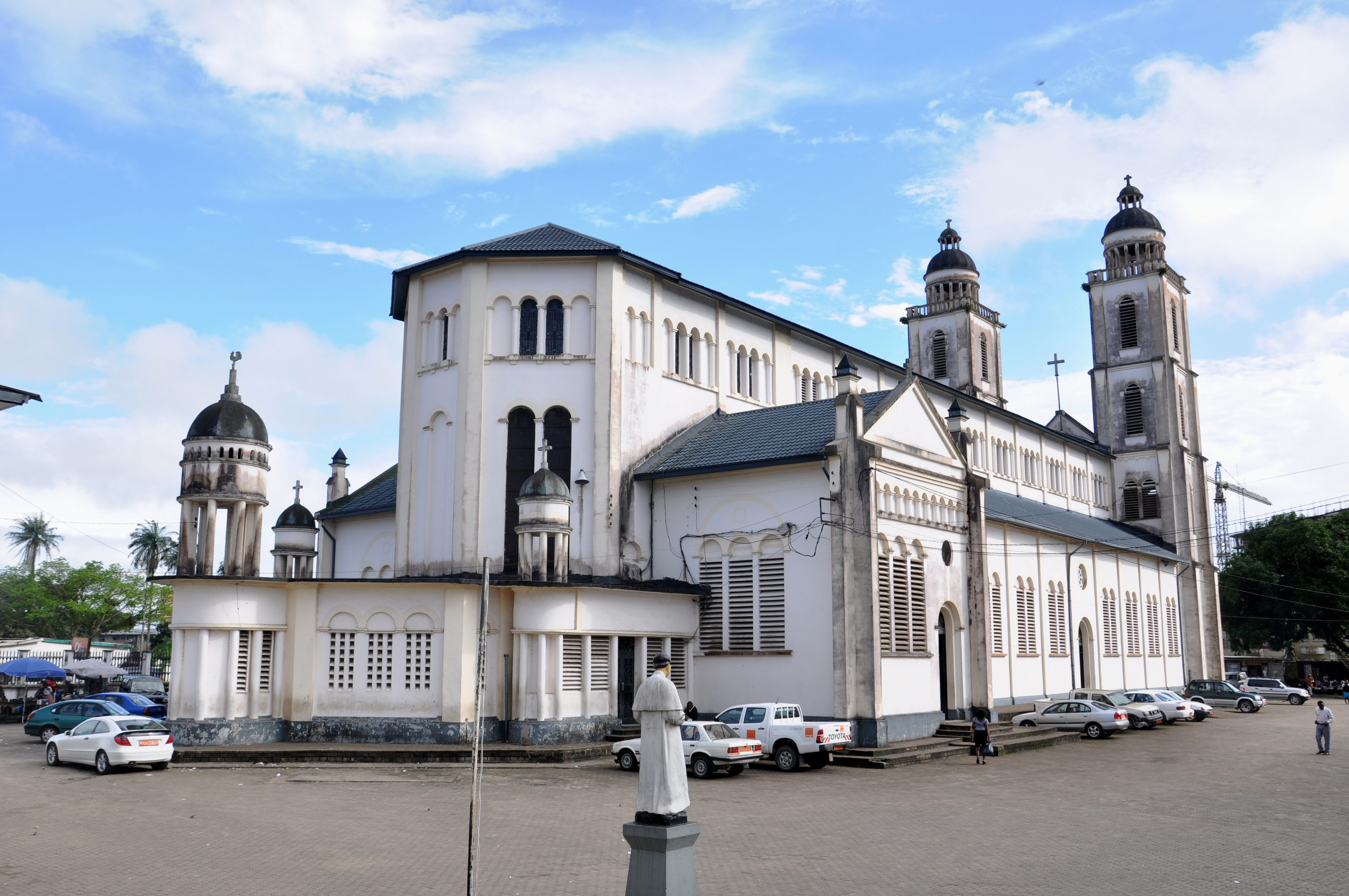
Cathédrale Saint-Pierre et Saint-Paul in Douala

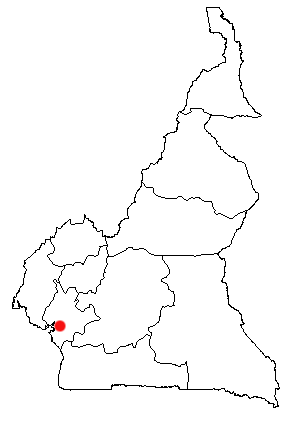
De ligging van Douala binnen Kameroen

Het aartsbisdom Douala (Latijn: Archidioecesis Dualaënsis) is een rooms-katholiek bisdom in Kameroen. De aartsbisschop van Douala staat als metropoliet aan het hoofd van de kerkprovincie Douala, een van de vijf kerkprovincies in Kameroen. Het aartsbisdom telt zonder suffragane bisdommen 731.000 katholieken (2019), wat zo'n 21,2% van de totale bevolking van 3.448.000 is. In 2019 bestond het aartsbisdom uit 72 parochies. Huidig aartsbisschop van Douala is sinds 2009 Samuel Kleda, die reeds sinds 2007 aartsbisschop coadjutor was.

## Geschiedenis
- 31 maart 1931: Opgericht als apostolische prefectuur Douala uit delen van het apostolisch vicariaat Kameroen
- 27 mei 1932: Promotie tot apostolisch vicariaat Douala
- 14 september 1955: Promotie tot bisdom Douala
- 18 januari 1963: Gebied verloren na oprichting bisdom Sangmélima
- 18 maart 1982: Promotie tot metropolitaan aartsbisdom Douala
- 22 maart 1993: Gebied verloren na oprichting bisdom Edéa en bisdom Eséka

## Speciale kerken
De metropolitane kathedraal van het aartsbisdom Douala is de Cathédrale Saint-Pierre et Saint-Paul in Douala.

## Leiderschap
- Apostolische prefect van Douala 
  - Mathurin-Marie Le Mailloux (5 mei 1931 - 27 mei 1932, later bisschop)
- Apostolisch vicaris van Douala 
  - Mathurin-Marie Le Mailloux (27 mei 1932 - 17 december 1945)
  - Pierre Bonneau (12 december 1946 - 14 september 1955)
- Bisschop van Douala 
  - Pierre Bonneau (14 september 1955– 27 januari 1957)
  - Thomas Mongo (5 juli 1957– 29 augustus 1973)
  - Simon Tonyé (29 augustus 1973 – 18 maart 1982, later aartsbisschop)
- Metropolitaan aartsbisschop van Douala 
  - Simon Tonyé (18 maart 1982 – 31 augustus 1991)
  - Christian Wiyghan Tumi (31 augustus 1991 – 17 november 2009, later kardinaal)
  - Samuel Kleda (sinds 17 november 2009)

## Suffragane bisdommen
- Bafang
- Bafoussam
- Edéa
- Eséka
- Nkongsamba